# FrauenORTE Niedersachsen

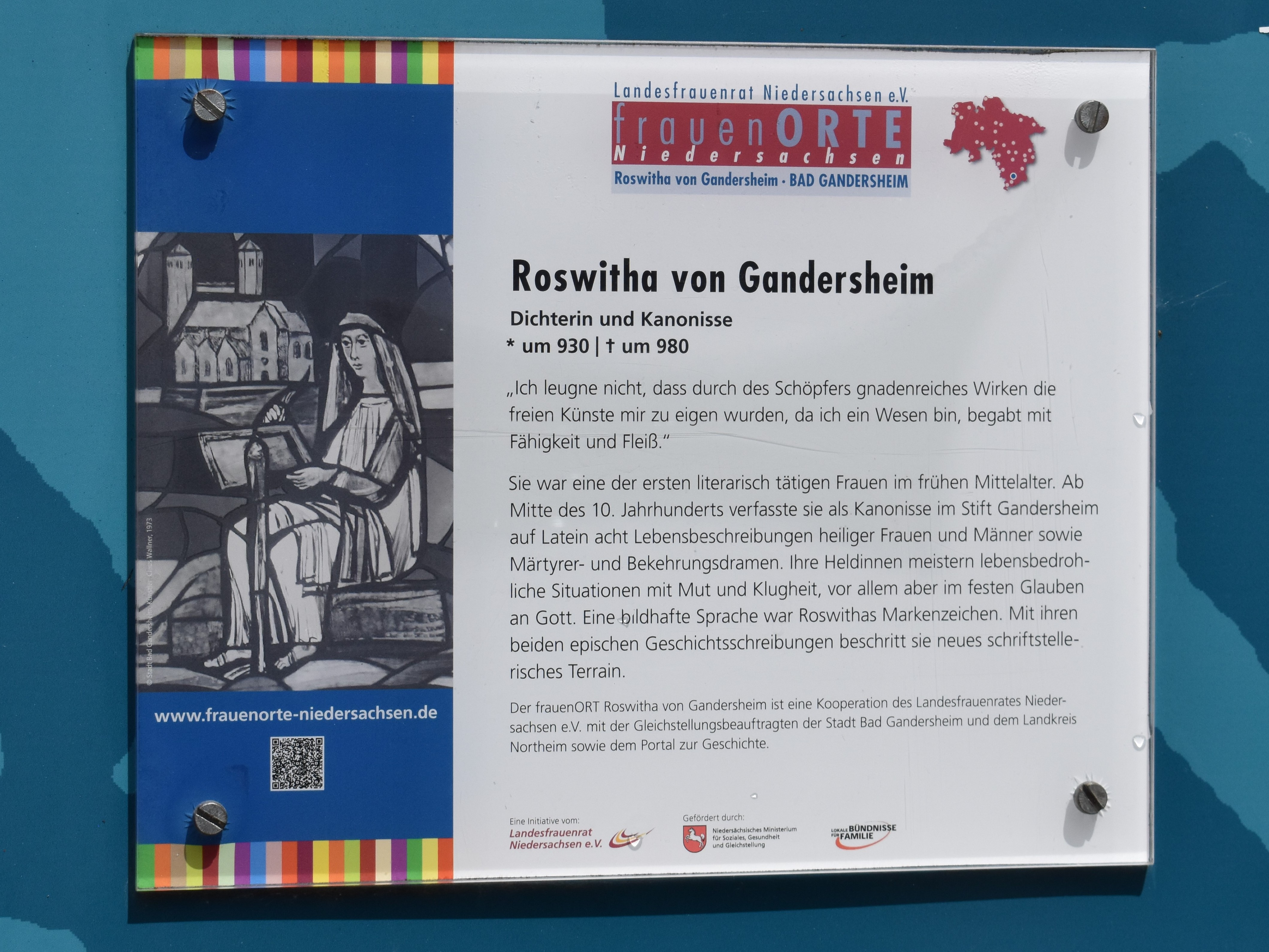
Informationstafel zu Roswitha von Gandersheim

frauenORTE Niedersachsen ist eine Initiative des Landesfrauenrates Niedersachsen, die das Leben und Wirken historischer Frauenpersönlichkeiten in Niedersachsen bekannt machen will. Frauengeschichte und unterschiedliche Leistungen von Frauen werden geografisch verortet und durch kulturtouristische Angebote aufbereitet. Zum Teil werden die Frauen an ihrem Lebensort auf Tafeln oder mit Flyern vorgestellt. Bundesweit gibt es vergleichbare Initiativen unter dem Titel Frauenorte.

## Beschreibung

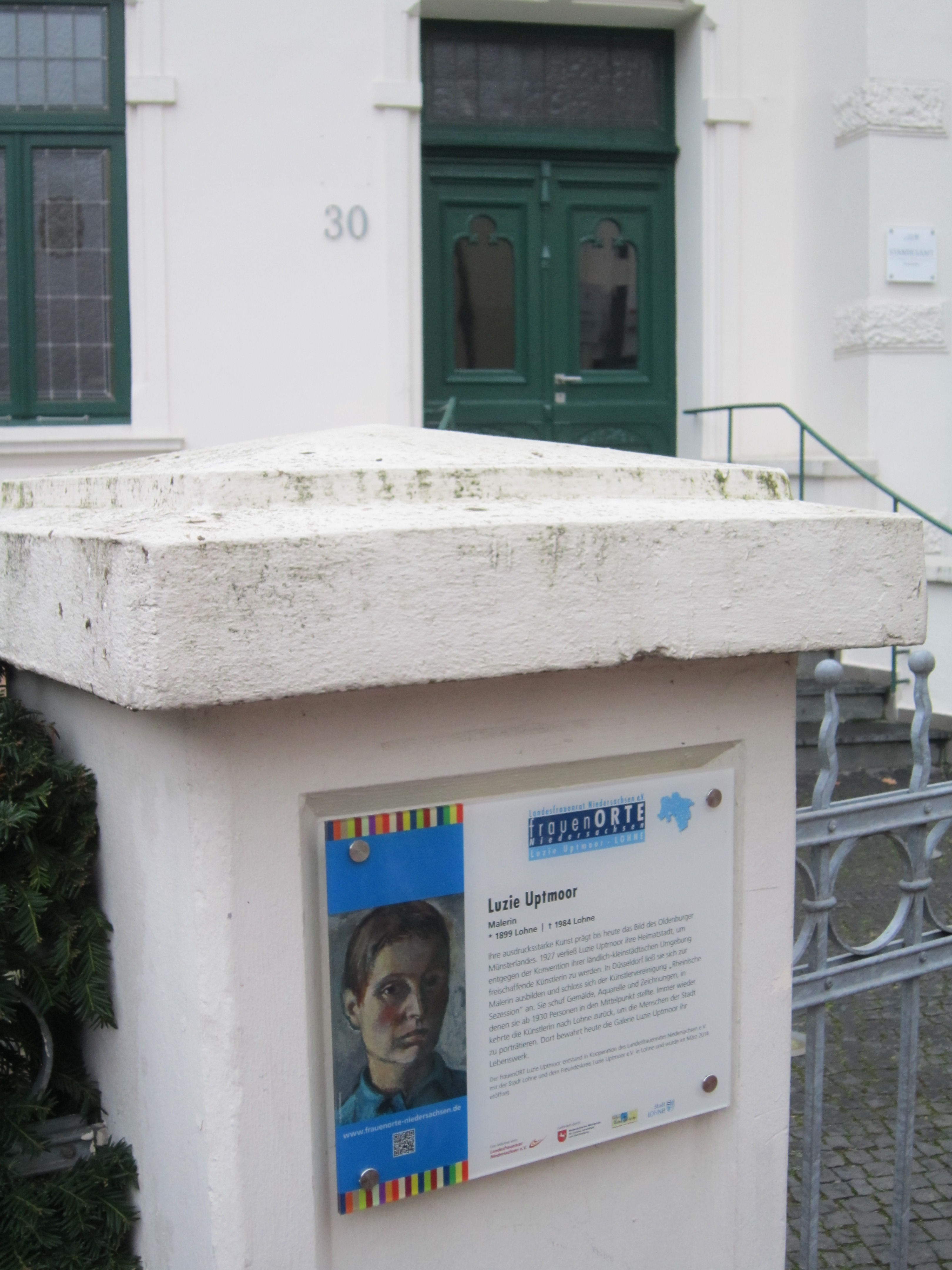
Tafel am Haus Uptmoor in Lohne, in dem Luzie Uptmoor aufwuchs

Die Initiative befasst sich mit historischen Frauenpersönlichkeiten und stellt ihre Leistungen auf politischem, wirtschaftlichem, wissenschaftlichem und kulturellem Gebiet dar. Die erste Frau, die mit der Auszeichnung zum frauenORT Niedersachsen im Jahr 2008 gewürdigt wurde, war die Juristin, Frauenrechtlerin und Pazifistin Anita Augspurg, die 1857 in Verden geboren wurde. Seitdem sind 48 frauenORTE Niedersachsen (Stand: Oktober 2022) entstanden und jährlich kommen weitere hinzu.
Durch die Initiative werden Stadt- und Regionalgeschichte aus frauengeschichtlicher Perspektive erzählt. An den einzelnen Standorten werden Stadtspaziergänge, Theaterinszenierungen, Ausstellungen, Lesungen, Vorträge, Aktionen für Kinder und andere kulturtouristische Veranstaltungen angeboten.
Seit 2014 erhält die Initiative eine Projektförderung des Niedersächsischen Ministeriums für Soziales, Gesundheit und Gleichstellung. Die Ministerin ist Schirmherrin der Initiative und der Norddeutsche Rundfunk Kulturpartner.
Die Idee zur Würdigung von historischen Frauenpersönlichkeiten stammt aus Sachsen-Anhalt und wurde für die Weltausstellung Expo 2000 in Hannover entwickelt und umgesetzt. Weitere Initiativen sind die FrauenOrte Brandenburg, die Frauenorte Hamburg, die frauenorte sachsen, die FrauenOrte Sachsen-Anhalt sowie die FrauenOrte Nordrhein-Westfalen.

## Gremien
Die Initiative wird durch zwei ehrenamtlich arbeitende Gremien unterstützt. Dies sind das Kuratorium frauenORTE Niedersachsen für den Bereich der Öffentlichkeitsarbeit und Vernetzung sowie der Fachbeirat für Bewerbungen. Vorschlagsberechtigt sind Frauenverbände und Frauengruppen gemischter Verbände, Frauen- und Gleichstellungsbeauftragte, Wirtschafts- und Tourismusverbände, Landschaften und Landschaftsverbände in Niedersachsen, Museen, Archive und Geschichtswerkstätten sowie Vereine und Organisationen, die die Gleichberechtigung von Frauen und Männern fördern.

## Liste der frauenORTE Niedersachsen
In der folgenden Liste der frauenORTE Niedersachsen werden die Orte mit dem jeweiligen Jahr der Eröffnung aufgeführt.
|  | Name                          | Ort               | Zeit        | Beschreibung                                                          | eröffnet        |
|  | ----------------------------- | ----------------- | ----------- | --------------------------------------------------------------------- | --------------- |
|  | Augspurg, Anita               | Verden            | 19./20. Jh. | Frauenrechtlerin, Pazifistin                                          | 2008, April     |
|  | Wigman, Mary                  | Hannover          | 20. Jh.     | Tänzerin, Choreografin, Tanzpädagogin                                 | 2009, April     |
|  | Huch, Ricarda                 | Braunschweig      | 19./20. Jh. | Schriftstellerin, Historikerin                                        | 2010, April     |
|  | Lange, Helene                 | Oldenburg         | 19./20. Jh. | Pädagogin, Frauenrechtlerin                                           | 2010, April     |
|  | Olbreuse, Eléonore d’         | Celle             | 17./18. Jh. | Herzogin von Braunschweig-Lüneburg                                    | 2010, April     |
|  | Bähnisch, Theanolte           | Bad Pyrmont       | 20. Jh.     | Juristin, Regierungspräsidentin                                       | 2010, Mai       |
|  | Hartmeyer, Helene             | Rotenburg (Wümme) | 19./20. Jh. | Lehrerin, Diakonisse, Oberin                                          | 2010, Juni      |
|  | Bartels, Elise                | Hildesheim        | 20. Jh.     | Reichstagsabgeordnete, AWO-Gründerin                                  | 2010, August    |
|  | Dincklage, Agnes von          | Obernkirchen      | 20. Jh.     | Pädagogin, Schulleiterin                                              | 2010, August    |
|  | Siefkes, Wilhelmine           | Leer              | 20. Jh.     | Autorin, Politikerin, Lehrerin                                        | 2011, März      |
|  | Schlözer, Dorothea            | Göttingen         | 18./19. Jh. | erste Doktorin der Philosophie                                        | 2011, Mai       |
|  | Veltheim, Charlotte von       | Helmstedt         | 19./20. Jh. | Domina des Klosters St. Marienberg                                    | 2011, Mai       |
|  | Herzogin Elisabeth            | Hann. Münden      | 16. Jh.     | Regentin, Reformatorin, Ratgeberin                                    | 2011, Mai       |
|  | Kardorff-Oheimb, Katharina    | Goslar            | 20. Jh.     | Politikerin, Publizistin                                              | 2011, September |
|  | Heusler-Edenhuizen, Hermine   | Krummhörn         | 20. Jh.     | erste deutsche Frauenärztin                                           | 2012, März      |
|  | Peters, Hertha                | Peine             | 20. Jh.     | Kommunalpolitikerin, Landrätin                                        | 2012, September |
|  | Abraham, Susanna              | Nienburg/Weser    | 18./19. Jh. | Kauffrau, Stifterin                                                   | 2012, September |
|  | Garbade, Dora                 | Ganderkesee       | 20. Jh.     | Land- und Lehrfrau                                                    | 2013, März      |
|  | Prochaska, Eleonore           | Dannenberg        | 19. Jh.     | Patriotin und Soldatin                                                | 2013, Mai       |
|  | Roswitha von Gandersheim      | Bad Gandersheim   | 10. Jh.     | Dichterin, Kanonissin                                                 | 2013, Oktober   |
|  | Fürstin Juliane               | Bückeburg         | 18. Jh.     | unkonventionelle Regentin                                             | 2014, März      |
|  | Uptmoor, Luzie                | Lohne             | 20. Jh.     | Malerin                                                               | 2014, März      |
|  | Freier, Recha                 | Norden            | 20. Jh.     | Gründerin der Jugend Aliyah                                           | 2014, April     |
|  | Bontjes van Beek, Cato        | Fischerhude/Achim | 20. Jh.     | Widerstandskämpferin gegen den Nationalsozialismus                    | 2014, September |
|  | Schieszl, Sibylle von         | Wolfsburg         | 20. Jh.     | erste Managerin bei der Volkswagen AG                                 | 2015, Februar   |
|  | Königsmarck, Maria Aurora von | Agathenburg       | 17./18. Jh. | Europäische Netzwerkerin der Barockzeit                               | 2015, April     |
|  | Handorf, Greten               | Cuxhaven          | 20. Jh.     | Reederin                                                              | 2015, Juni      |
|  | Schrader-Breymann, Henriette  | Wolfenbüttel      | 19. Jh.     | Reformpädagogin                                                       | 2015, September |
|  | Brons, Antje                  | Emden             | 19. Jh.     | Mennonitin und Kirchenhistorikerin                                    | 2015, Oktober   |
|  | Maria von Jever               | Jever             | 16. Jh.     | Landesherrin                                                          | 2016, Februar   |
|  | Maske, Elisabeth „Lia“        | Lüneburg          | 19./20. Jh. | Pionierin des Frauenturnsports                                        | 2016, November  |
|  | Duensing, Frieda              | Diepholz          | 19./20. Jh. | Wegbereiterin der Jugendfürsorge                                      | 2017, März      |
|  | Ahlden, Odilie von            | Mariensee         | 16. Jh.     | Reformerin, Kantorin, Autorin                                         | 2017, April     |
|  | Tobias, Paula                 | Bevern            | 20. Jh.     | deutsch-jüdische Landärztin                                           | 2017, Mai       |
|  | Kroneck-Salis, Cilli-Maria    | Osnabrück         | 20. Jh.     | Mitbegründerin des autonomen Frauenhauses und Frauenflüchtlingshauses | 2018, Februar   |
|  | Buck, Ingrid                  | Aurich            | 20. Jh.     | Landschaftsrätin, Volkskundlerin                                      | 2018, Juni      |
|  | Müller, Ruth                  | Delmenhorst       | 20. Jh.     | Fabrikarbeiterin, Gewerkschafterin                                    | 2018, September |
|  | Faßhauer, Minna               | Braunschweig      | 20. Jh.     | erste Ministerin in Deutschland                                       | 2018, Oktober   |
|  | Vaerting, Mathilde            | Messingen         | 20. Jh.     | erste Professorin für Pädagogik                                       | 2019, März      |
|  | Schepers, Theresia            | Haren             | 20. Jh.     | Ordensschwester, „Schwester Kunigunde“                                | 2019, Mai       |
|  | Rogge, Emy                    | Nordenham         | 19./20. Jh. | Malerin                                                               | 2019, Juli      |
|  | Lessing, Ada                  | Hannover          | 20. Jh.     | Pionierin der Erwachsenenbildung                                      | 2019, September |
|  | Modersohn-Becker, Paula       | Worpswede         | 20. Jh.     | Malerin                                                               | 2021, März      |
|  | Richenza von Northeim         | Königslutter      | 12. Jh.     | Kaiserin                                                              | 2021, Juni      |
|  | Fritzen, Marianne             | Lüchow            | 20. Jh.     | Wegbereiterin des gewaltfreien Widerstands im Wendland                | 2021, Juni      |
|  | Praesent, Henriette           | Uelzen            | 19. Jh.     | Kauffrau im Landhandel                                                | 2021, September |
|  | Oppenheimer, Sara             | Esens             | 19. Jh.     | jüdische Opernsängerin                                                | 2021, Oktober   |
|  | Fuchs, Martha                 | Braunschweig      | 20. Jh.     | Politikerin, erste Oberbürgermeisterin Braunschweigs                  | 2022, Oktober   |